# HD10783
HD10783 — хімічно пекулярна зоря спектрального класу A2, що має видиму зоряну величину в смузі V приблизно  6,6.
Вона  розташована на відстані близько 607,4 світлових років від Сонця.

## Фізичні характеристики
Телескоп Гіппаркос зареєстрував фотометричну змінність  даної зорі з періодом    4,13 доби в межах від  Hmin= 6,56 до  Hmax= 6,53.

## Пекулярний хімічний вміст
Зоряна атмосфера HD10783 має підвищений вміст 
Si
.

## Магнітне поле
Спектр даної зорі вказує на наявність магнітного поля у її зоряній атмосфері.
Напруженість повздовжної компоненти поля оціненої з аналізу
наявних ліній металів
становить 1269,1± 259,7 Гаус.